# Nashville SC
Nashville Soccer Club este un club american de fotbal, care s-a alăturat Major League Soccer ca franciză de extindere și care va începe să joace în ligă începând cu sezonul 2020. Clubul are sediul în Nashville, Tennessee și intenționează să joace meciurile de acasă pe Nashville Fairgrounds, un stadion de fotbal  de 27.500 de locuri. Este deținut de John Ingram, proprietarul Ingram Industries, împreună cu investitori și proprietari parțiali Turners și Wilfs.

## Lotul actual
La 18 februarie 2025. 
| Nr. |                            | Poziție | Jucător           |
| --- | -------------------------- | ------- | ----------------- |
| 1   | Statele Unite ale Americii | P       | Joe Willis        |
| 2   | Statele Unite ale Americii | F       | Daniel Lovitz     |
| 3   | Statele Unite ale Americii | F       | Tate Schmitt      |
| 4   | Columbia                   | F       | Jeisson Palacios  |
| 5   | Statele Unite ale Americii | F       | Jack Maher        |
| 6   | Honduras                   | M       | Bryan Acosta      |
| 7   | Uruguay                    | M       | Gastón Brugman    |
| 8   | Australia                  | M       | Patrick Yazbek    |
| 9   | Anglia                     | A       | Sam Surridge      |
| 10  | Germania                   | M       | Hany Mukhtar      |
| 11  | Statele Unite ale Americii | A       | Tyler Boyd        |
| 12  | Statele Unite ale Americii | A       | Teal Bunbury      |
| 13  | Republica Dominicană       | P       | Xavier Valdez     |
| 14  | Canada                     | M       | Jacob Shaffelburg |
| 16  | Statele Unite ale Americii | M       | Matthew Corcoran  |

| Nr. |                            | Poziție | Jucător                                     |
| --- | -------------------------- | ------- | ------------------------------------------- |
| 19  | Statele Unite ale Americii | M       | Alex Muyl                                   |
| 20  | Norvegia                   | M       | Edvard Tagseth                              |
| 21  | Statele Unite ale Americii | A       | Maximus Ekk                                 |
| 22  | Statele Unite ale Americii | F       | Josh Bauer                                  |
| 23  | Statele Unite ale Americii | F       | Taylor Washington                           |
| 24  | Mexic                      | M       | Jonathan Pérez (împrumutat de la LA Galaxy) |
| 25  | Statele Unite ale Americii | F       | Walker Zimmerman                            |
| 28  | Statele Unite ale Americii | F       | Wyatt Meyer                                 |
| 29  | Statele Unite ale Americii | F       | Julian Gaines                               |
| 31  | Honduras                   | F       | Andy Najar                                  |
| 33  | Statele Unite ale Americii | F       | Chris Applewhite                            |
| 37  | Irak                       | M       | Ahmed Qasem                                 |
| 47  | Sierra Leone               | M       | Isaiah Jones                                |
| 77  | Statele Unite ale Americii | A       | Adem Sipić                                  |
| 99  | Statele Unite ale Americii | P       | Brian Schwake                               |